# Uvaroviella vicina
Uvaroviella vicina är en insektsart som först beskrevs av Lucien Chopard 1956.  Uvaroviella vicina ingår i släktet Uvaroviella och familjen syrsor. Inga underarter finns listade i Catalogue of Life.